# 上淀廃寺跡

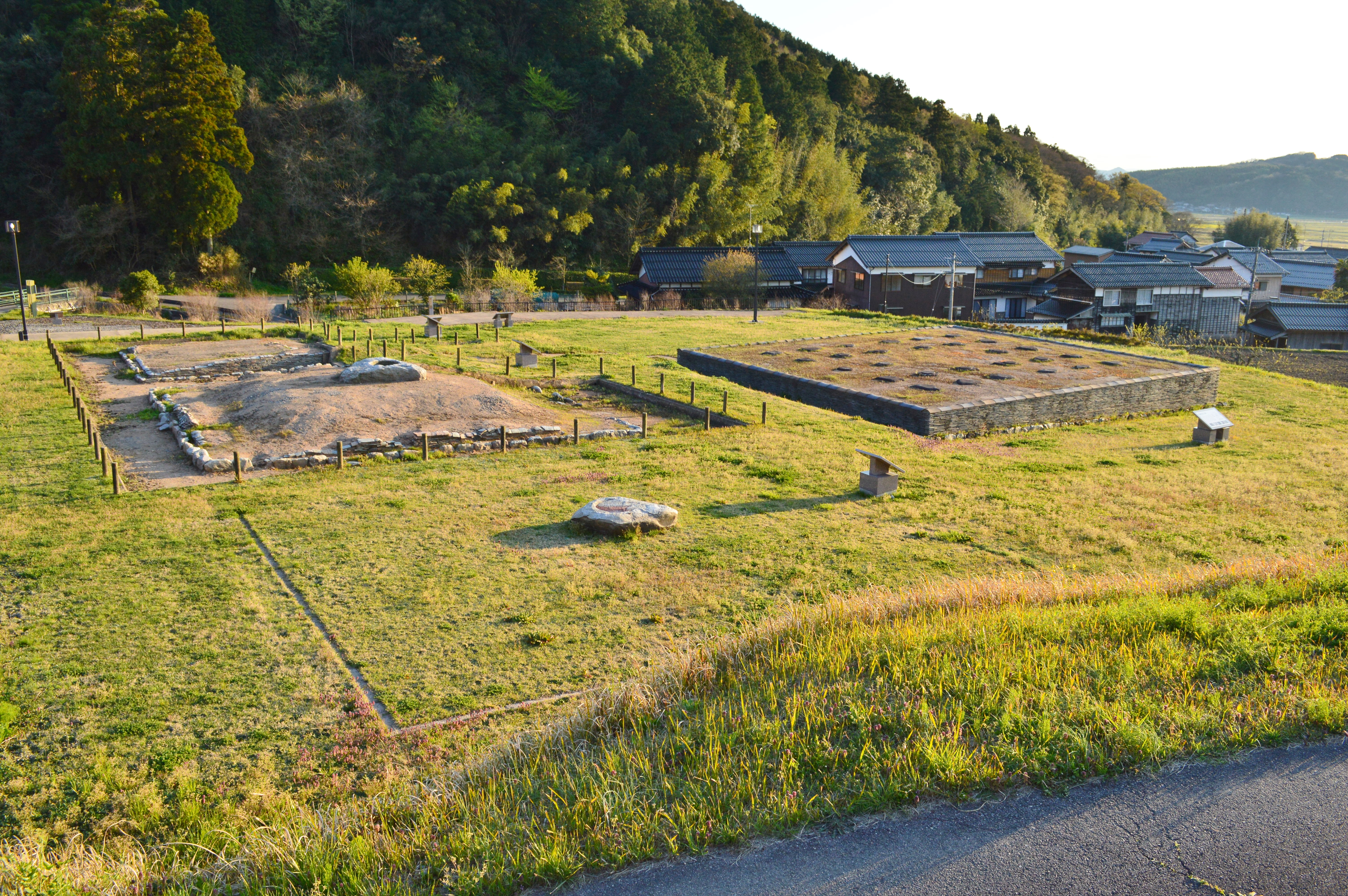
上淀廃寺跡 伽藍全景

上淀廃寺跡（かみよどはいじあと）は、鳥取県米子市淀江町福岡字櫻田・法行・垣サゴに所在する古代寺院の遺跡。廃寺。淀江平野東側の丘陵裾に位置する。国の史跡に指定されている。

## 概要

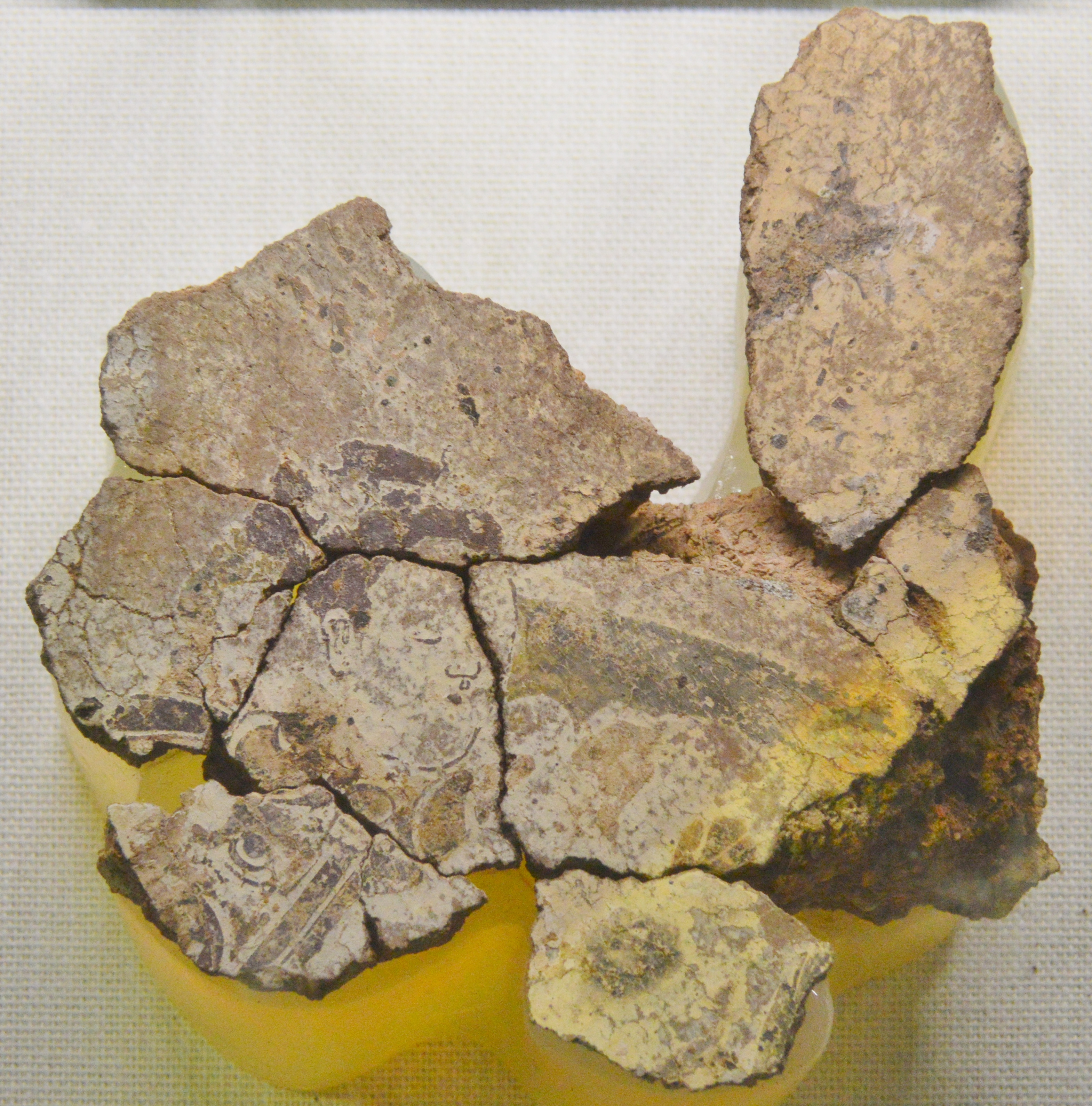
壁画「神将」上淀白鳳の丘展示館展示。

1991年より淀江町教育委員会が発掘調査を実施、法隆寺金堂壁画と並ぶ日本最古級の仏教壁画が初めて出土し、社会的に注目された。数少ない上代寺院の堂内荘厳を復元し得る遺跡と評価され、1996年3月29日に、国の史跡に指定された。現在の指定面積は25,560平方メートル。
紀年銘瓦等の遺物から飛鳥時代後期（7世紀後葉）の建立、8世紀中頃の改修を経て、平安時代中期（11世紀初頭）に焼失したものと考えられる。これまでの調査で中心伽藍（塔跡・中門跡・回廊跡など）、寺域、その他倉庫等の雑舎が確認されているが、講堂の所在が不明である。
寺域は天平尺で東西約2町（212メートル）、南北1町（106メートル）の規格とみられ、ほぼ中央に半町（53メートル）四方の中心伽藍が位置する。伽藍配置は発掘当初は法起寺式伽藍配置とみられたが、実際は南北に3基の塔を並べる、類例のないものであることがわかった。南を正面として、東西棟の金堂跡の東側に、南北に3基の塔跡がある。ただし、北塔については塔の心柱を支える心礎は検出されたが基壇は未確認であり、計画のみで建立に至らなかった可能性もある。計画のみとしても3塔を配置する伽藍配置の例は他になく、2塔でもこれらを南北に配置する古代寺院は他にない。基壇の規模は、金堂が東西14.2メートル、南北12.5メートル、中塔・南塔はいずれも9.5メートル四方を測る。金堂及び中・南塔の基壇は瓦積みの周囲に石列を設置する二重基壇で、百済の寺院に多く見られる様式である。
遺物は、壁土（壁画含む）約1,300点の他に、塑像約3,500点、瓦類（鴟尾含む）、土器、鉄器、金銅製品が出土した。塑像は金堂跡、中・南塔跡とも周辺から、壁画は金堂周辺のみからの出土である。壁画及び塑像は、いずれも創建時と改修時のものがあり、創建時は半丈六如来像を本尊として、背後に浄土変相図の類の壁画が描かれていたと考えられる。改修時には金堂に丈六三尊像が本尊として安置された。壁画の一部には、仏像の光背と蓮華座のみを表して仏像本体が描かれないものがあり、その本来の意図は明らかでない。屋根瓦のうち単弁十二弁蓮華文の軒丸瓦は「上淀廃寺式瓦」と称され、その祖型は朝鮮半島の新羅に求められるという。
出土品は近接する上淀白鳳の丘展示館に保管・展示されており、遺跡は2004年から米子市によって環境整備（公園化）が進められている。同じ淀江町福岡地内に史跡妻木晩田遺跡、向山古墳群が所在する。

## 参考画像

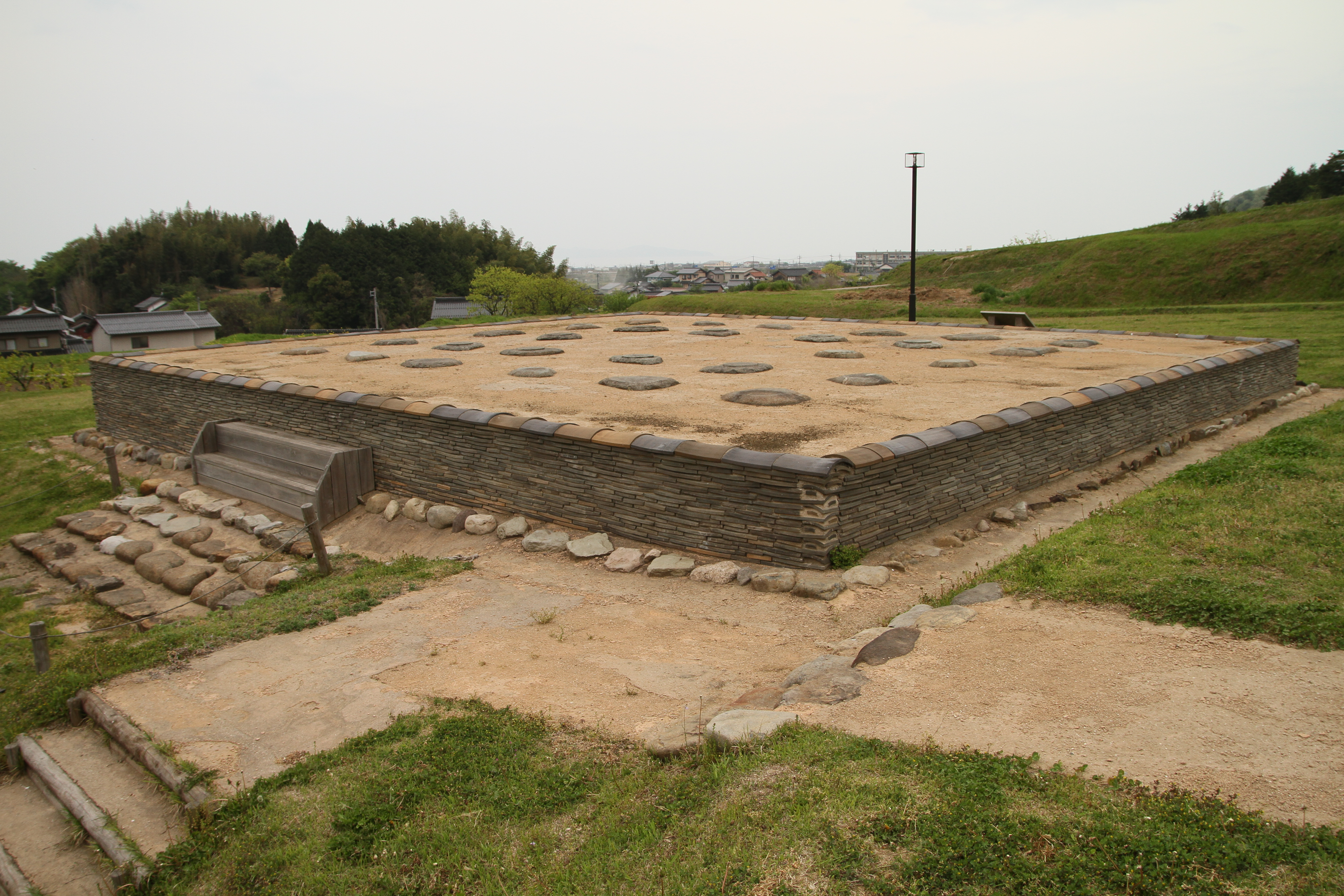
復元された金堂基壇
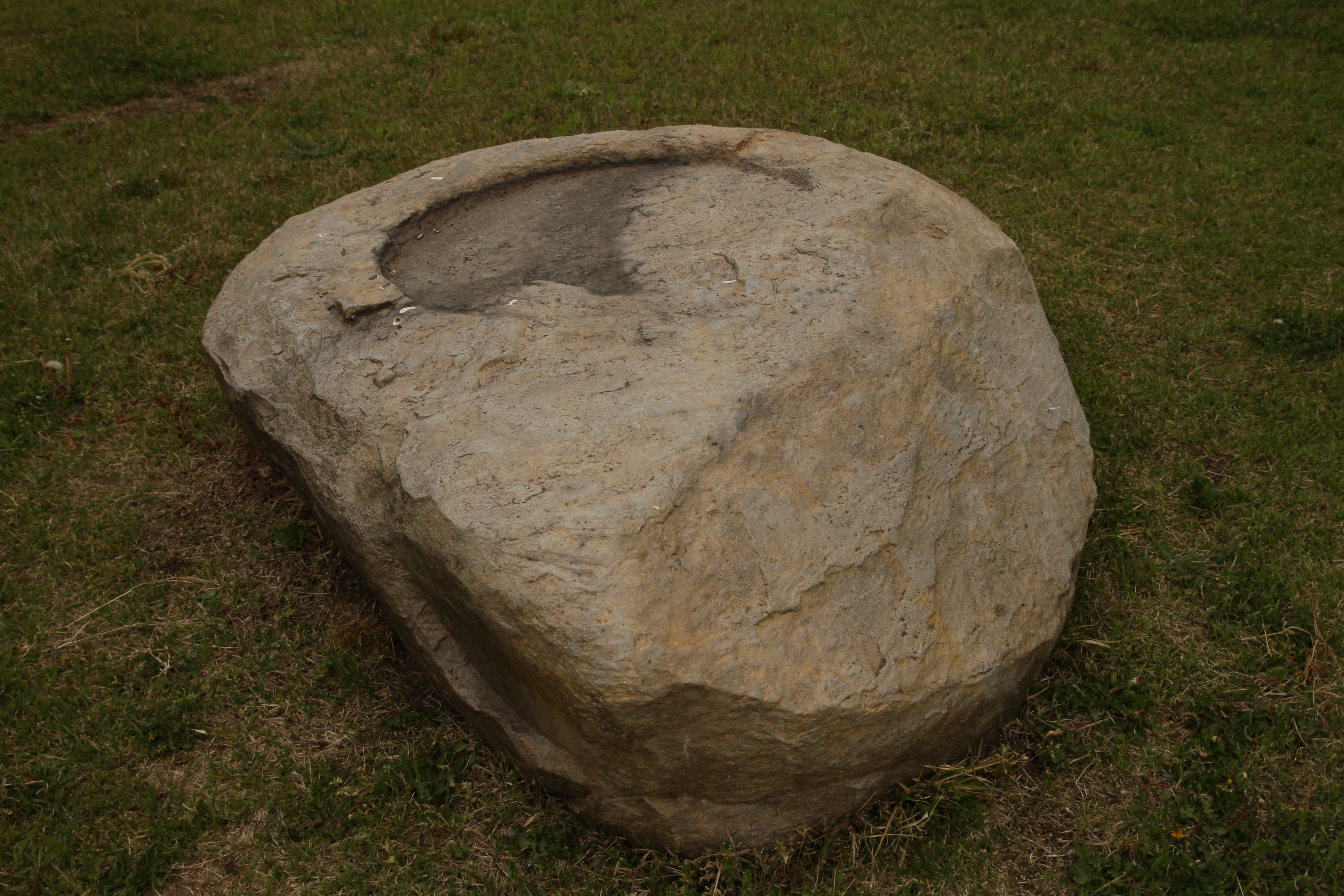
北塔の心礎
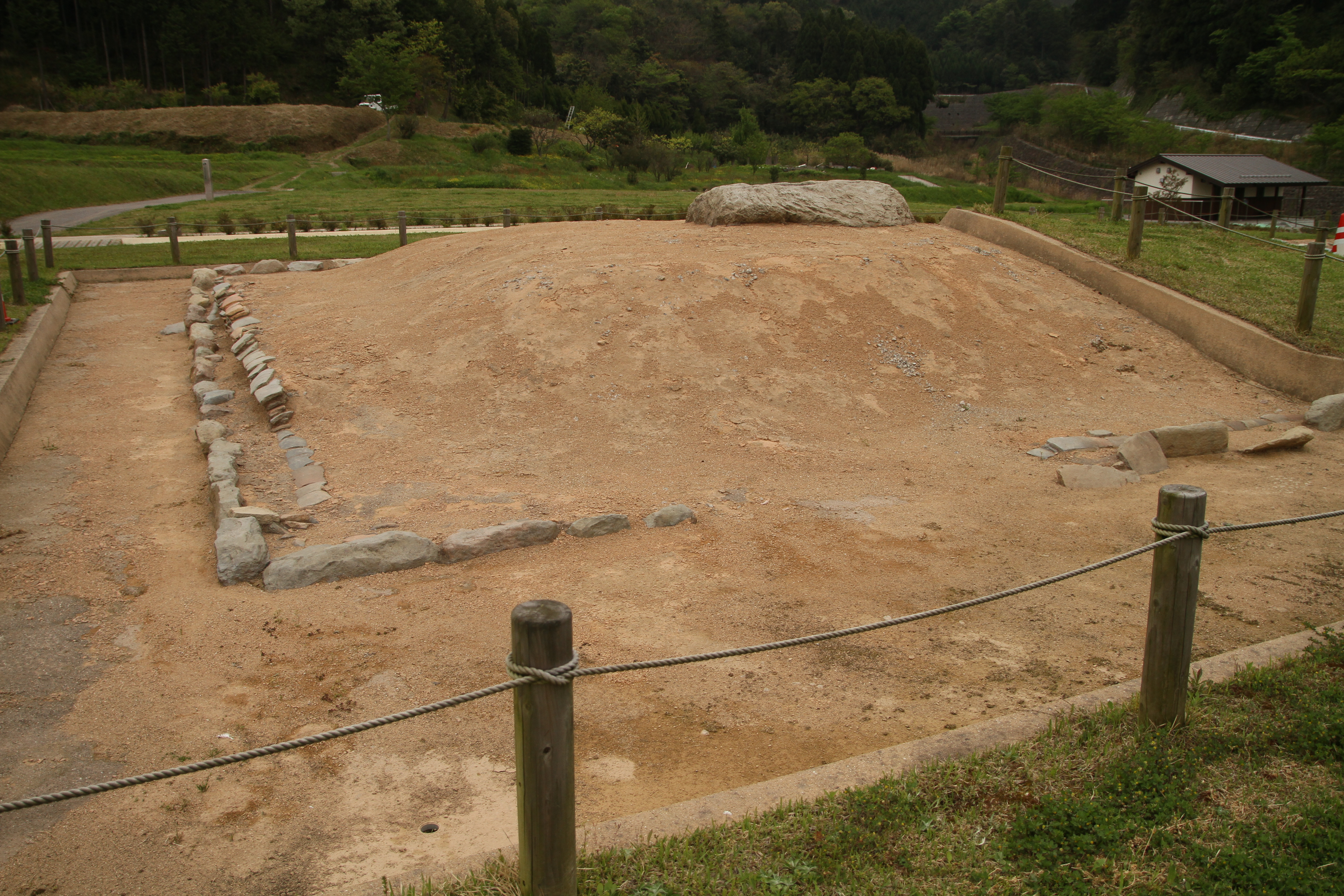
中塔跡
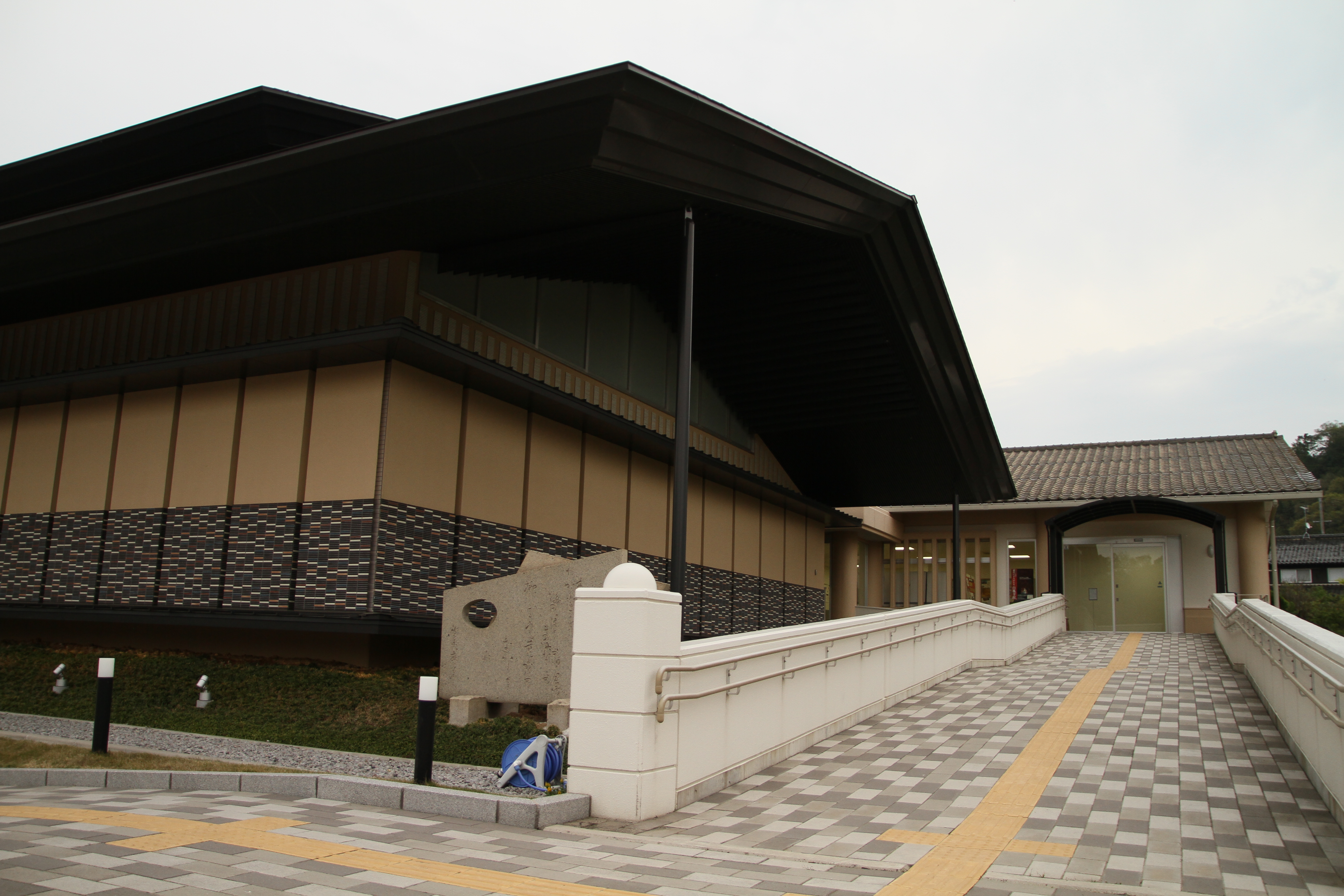
上淀白鳳の丘展示館
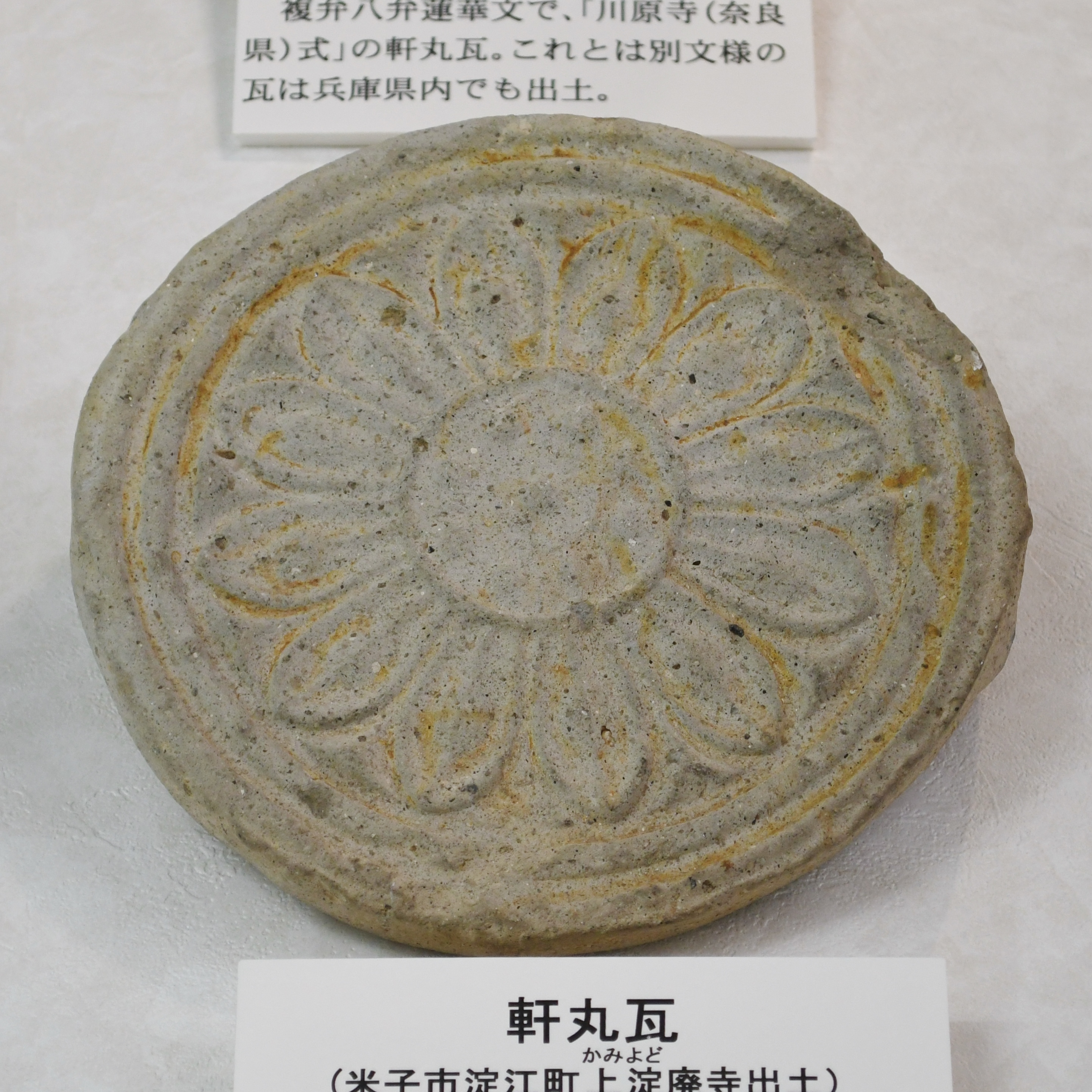
軒丸瓦 鳥取県立博物館展示。

## 文化財

### 国の史跡
- 上淀廃寺跡 - 1996年（平成8年）3月29日指定、2005年（平成17年）7月14日に史跡範囲の追加指定[2]。

### 鳥取県指定文化財
- 保護文化財（有形文化財）
  - 上淀廃寺跡出土壁画・塑像 附 瓦・土器類（考古資料） - 2009年（平成21年）9月29日指定[3]。

## 参考資料
- 『上淀廃寺（淀江町埋蔵文化財調査報告書第35集）』1995　淀江町教育委員会
- 『上淀廃寺跡III（淀江町埋蔵文化財調査報告書第51集）』2001　淀江町教育委員会
- 『上淀廃寺跡IV（淀江町埋蔵文化財調査報告書第57集）』2004　淀江町教育委員会
- 『上淀廃寺跡V（淀江町埋蔵文化財調査報告書第60集）』2004　淀江町教育委員会